# Normanna
Normanna és una concentració de població designada pel cens dels Estats Units a l'estat de Texas. Segons el cens del 2000 tenia 121 habitants.

## Demografia
Segons el cens del 2000, Normanna tenia 121 habitants, 61 habitatges, i 30 famílies. La densitat de població era de 35,1 habitants/km².
Dels 61 habitatges en un 24,6% hi vivien nens de menys de 18 anys, en un 39,3% hi vivien parelles casades, en un 8,2% dones solteres, i en un 49,2% no eren unitats familiars. En el 44,3% dels habitatges hi vivien persones soles el 18% de les quals corresponia a persones de 65 anys o més que vivien soles. El nombre mitjà de persones vivint en cada habitatge era d'1,98 i el nombre mitjà de persones que vivien en cada família era de 2,84.
Per edats la població es repartia de la següent manera: un 22,3% tenia menys de 18 anys, un 5,8% entre 18 i 24, un 25,6% entre 25 i 44, un 24% de 45 a 60 i un 22,3% 65 anys o més.
L'edat mediana era de 41 anys. Per cada 100 dones de 18 o més anys hi havia 95,8 homes.
La renda mediana per habitatge era de 19.063 $ i la renda mediana per família de 28.125 $. Els homes tenien una renda mediana de 25.156 $ mentre que les dones 16.250 $. La renda per capita de la població era de 15.954 $. Aproximadament el 6,5% de les famílies i el 10% de la població estaven per davall del llindar de pobresa.

## Poblacions més properes
El següent diagrama mostra les poblacions més properes.